# Sonic Adventure 2
Sonic Adventure 2 (яп. ソニックアドベンチャー 2 Соникку Адобэнтя: Цу, с англ. — «Приключение Соника 2») — видеоигра в жанре платформер, разработанная американским филиалом компании Sonic Team и выпущенная компанией Sega для консоли Dreamcast в июне 2001 года; игра вышла через 10 лет после появления первой игры Sonic the Hedgehog. После прекращения поддержки консоли Dreamcast компанией Sega в 2002 году игра была переиздана для приставки GameCube под названием Sonic Adventure 2 Battle; значительные изменения, внесённые в данную версию, коснулись многопользовательской игры и чао-садов. В октябре 2012 года игра была портирована на приставки PlayStation 3 и Xbox 360 и стала доступна в сервисах цифровой дистрибуции PlayStation Network и Xbox Live Arcade соответственно, а в ноябре того же года на Windows посредством сервиса Steam.
Игра делится на «светлую» и «тёмную» истории. Действие происходит на планете, похожей на Землю. Ёж Соник и его друзья, в том числе и присоединившийся к ним доктор Эггман, пытаются работать вместе, чтобы спасти мир от разрушения. Разработка сиквела началась в 1999 после выхода Sonic Adventure. Руководителем проекта стал ведущий дизайнер Sonic the Hedgehog 3 Такаси Иидзука, а создатель серии Юдзи Нака выступил в роли продюсера.
Продолжение получило множество положительных отзывов, однако система виртуальных камер и бо́льшая часть игрового процесса были подвергнуты критике. Несмотря на высокие оценки, оригинал плохо продавался из-за слабых продаж приставки Dreamcast. Последующие переиздания получили нейтральные отзывы, но были очень успешны с финансовой точки зрения. В 2005 году на консолях GameCube, PlayStation 2 и Xbox была выпущена игра Shadow the Hedgehog, сюжет которой тесно связан с событиями Sonic Adventure 2.
В 2024 вышел фильм Соник в кино 3, основой которой послужила Sonic Adventure 2.

## Игровой процесс
Sonic Adventure 2 является трёхмерным платформером и следует основным принципам предыдущих игр в серии: на уровнях нужно собирать кольца для защиты героя от гибели и получения дополнительных жизней. Исключениями являются этапы за Тейлза и доктора Эггмана — в них используется шкала очков жизни, которые медленно восстанавливаются, если игрок собирает кольца или капсулы после уничтожения роботов. На уровнях также разбросаны «Chaos Drives» и маленькие животные, нужные для улучшения характеристик виртуальных питомцев чао. Кроме того, можно найти специальные капсулы с различными бонусами, которые дают дополнительные возможности персонажу, к примеру, энергетический щит, который притягивает кольца и защищает от электрических атак. Игрок может поворачивать виртуальную камеру, чтобы найти нужные персонажам предметы или осмотреть уровень для прохождения.
Сюжет игры разделён на «светлую» и «тёмную» истории. «Светлая» история включает в себя Соника, Тейлза и Наклза, в то время как «Тёмная» история включает в себя Шэдоу, Эггмана и Руж. Персонаж игрока должен дойти до конца определённой локации, или собрать предметы, в зависимости от героя. По мере прохождения игрок сталкивается с различными врагами и собирает животных и кольца; собрав определённое количество колец, персонаж увеличивает количество жизней. После завершения для каждого этапа открываются отдельные четыре миссии: сбор 100 колец, поиск чао, прохождение уровня за ограниченное время или прохождение уровня в режиме «Hard Attack». В отличие от предыдущей части игры, в данной игре отсутствуют «Adventure Fields» (поля приключений), поэтому возможность исследования окрестностей для продвижения по сюжетной линии стала недоступной.
Уровни, где необходимо играть за Соника или Шэдоу («City Escape», «Metal Harbor», «Green Forest», «Pyramid Cave», «Crazy Gadget» и «Final Rush» для Соника; «Radical Highway», «White Jungle», «Sky Rail» и «Final Chase» для Шэдоу), во многом схожи по стилю с уровнями Соника из Sonic Adventure, где задача игрока — достигнуть конца уровня. На уровнях с Тейлзом или Эггманом (для первого доступны «Prison Lane», «Mission Street», «Route 101», «Hidden Base» и «Eternal Engine», второго — «Iron Gate», «Sand Ocean», «Lost Colony», «Weapons Bed» и «Cosmic Wall») игрок расстреливает врагов из механизированного вооружённого робота, что по своей сути похоже на уровни робота E-102 Гаммы из предыдущей части. Игровой процесс за Наклза и Руж основан на охоте за осколками Мастера Изумруда или ключами от баз Эггмана (уровни для ехидны — «Wild Canyon», «Pumpkin Hill», «Aquatic Mine», «Death Chamber» и «Meteor Herd», летучей мыши — «Dry Lagoon», «Egg Quarters», «Security Hall», «Route 280» и «Mad Space»). Игра за этих персонажей по механике похожа на уровни Наклза в первой части. Между некоторыми уровнями игрок сражается с боссами, иногда в их роли выступают персонажи из противоположной команды. После прохождения двух сюжетных линий открывается финальная история («Cannon’s Core»), где нужно играть за героев и злодеев, словом, для полного прохождения игры требуется пройти игру и за «светлых», и за «тёмных».
На уровнях игровой персонаж собирает кольца и побеждает врагов; в зависимости от успешности выполнения данной задачи он набирает очки, основанные на количестве собранных колец и времени, затраченном на прохождение уровня. Очки влияют на оценки, которые получает игрок после прохождения каждого уровня. Всего существует несколько оценок: «A», «B», «C», «D» и «E». «A» является самой высокой, а «E» — самой низкой оценкой. Оценка не ставится после победы над боссами. Прохождения всех уровней, миссий и историй даёт в сумме 180 эмблем, собрав которые игрок получает доступ на бонусный уровень «Green Hill», являющийся трёхмерным ремейком первого акта одноимённой зоны из оригинальной игры Sonic the Hedgehog.

### Мультиплеер
Мультиплеер Sonic Adventure 2 использует технологию разделённого экрана и поддерживает до двух игроков. Режим разделён на четыре вида; их можно проходить отдельно и выбрать любого персонажа из «светлой» и «тёмной» истории. В гоночных уровнях Сонику или Шэдоу требуется достичь большого кольца; в стрельбе Тейлзу или Эггману нужно вывести из строя транспортное средство противника или выбить его за пределы арены; в поисках сокровищ за Наклза и Руж выигрывает тот игрок, кто первым нашёл три осколка Мастера Изумруда; в гонке на картингах соревнуются обе команды, но у кажого персонажа одна задача и цель — достичь первым финишную черту. После того, как определился победитель, игроки могут заново перепройти локацию или выбрать новых героев и уровень для новой игры.
Данный режим включает в себя дополнительных персонажей, ранее появлявшихся в предыдущих играх серии: Эми Роуз, Метал Соник, чао, кот Биг, Тикал и Хаос 0. В оригинальной версии Sonic Adventure 2 для консоли Dreamcast их необходимо разблокировать, но в последующих переизданиях вышеперечисленные персонажи доступны в мультиплеере с самого начала, кроме Бига, которого заменили на Чао и вырезали на большинстве уровней. Для остальных героев можно открыть альтернативные костюмы, которые доступны только в режиме многопользовательской игры.

### Чао и чао-сады
Маленькие существа чао живут отдельно от людей в специальном мире чао (англ. Chao World). Как и люди, чао могут расти и развиваться. Мир существ состоит из трёх садов чао (англ. Chao Garden), детского сада и гоночной трассы, где проходят соревнования.
Игрок находит чао в садах, где они начинают свой жизненный цикл с яйца. После рождения они ползают и не могут плавать. Чтобы чао не были голодными, игрок должен кормить их орехами, падающими с деревьев. Чтобы увеличить характеристики и улучшить определённые способности, игрок даёт питомцам специально для мутации капсулы «Chaos Drives» или маленьких животных, которые можно найти на уровнях. Через некоторое время чао окукливаются и эволюционируют. После роста питомец может стать светлым (англ. Hero Chao) или тёмным чао (англ. Dark Chao). После преобразования автоматически открываются светлый (англ. Hero Garden) и тёмный сады (англ. Dark Garden). Потом чао превращается в высшую форму жизни: он может превратиться в хаос (англ. Chaos Chao), дьявольского (англ. Devil Chao) или ангельского (англ. Angel Chao) чао. Когда виртуальное животное умирает, вновь происходит процесс окукливания. Через некоторое время питомец и сам кокон исчезают.
Детский сад существует для того, чтобы проверять характеристики и здоровье чао, а также для того, чтобы они могли осваивать новые способности. Существует специальный медицинский кабинет, где можно проверить здоровье чао. Оно может ухудшиться, например, если питомца долго не кормить. Кроме того, в версиях игры для GameCube, PlayStation 3, Xbox 360 и PC с помощью колец можно покупать товары на чёрном рынке. Чёрный рынок представляет собой внутриигровой магазин, где можно купить разные вещи и бонусы, такие как фрукты, орехи и прочую еду для чао и «Chaos Drives». Он также доступен в Sonic Adventure DX: Director’s Cut, где по мере коллекционирования эмблем реже появляются особые товары. Версия для Dreamcast отличается от других релизов наличием мини-игры Chao Adventure 2, в которую можно играть на портативном устройстве Visual Memory. В ней игроку нужно развлекать чао, проходя мини-игры, например, собирая фрукты или сражаясь с другими существами в различных поединках. GameCube-версия даёт возможность переносить Чао в игры Sonic Advance, Sonic Advance 2 и Sonic Pinball Party, либо в GBA без картриджа, с помощью специального кабеля.

## Сюжет

### Игровой мир
Действие сюжета Sonic Adventure 2 происходит на планете, похожей на Землю, а также на космической колонии АРК. Как и Земля, планета населена людьми разных национальностей, но большинство из них живут в городах; пустыни и джунгли слабо заселены и там находятся лишь роботы Эггмана или базы организации «G.U.N». Данный военный отряд играет важную роль в защите человечества. Большую роль в истории играет космическая колония АРК, построенная за 50 лет до основного действия Sonic Adventure 2 для проведения экспериментов по созданию «высшей формы жизни», не подверженной никаким болезням и старости. Руководил разработками профессор Джеральд Роботник, у которого была неизлечимо больная внучка Мария. Но вскоре колония была навсегда закрыта из-за опасений государства, что учёный хочет захватить мир с помощью своих изобретений. Через 50 лет внук Джеральда, доктор Эггман, использует АРК для полного уничтожения планеты.
Как и в Sonic Adventure, в сиквеле вернулись чао-сады; теперь они доступны на экране выбора уровней, но чтобы для начала в них можно попасть, каждому персонажу нужно получить ключ в одной из коробок, разбросанных на этапах. Всего существует три вида садов: нейтральный, тёмный и светлый. Также существует остров «Green Hill», где живут роботы-звери доктора Эггмана. Данный этап является трёхмерным ремейком одноимённой зоны из первой игры серии Sonic the Hedgehog.

### Персонажи
В Sonic Adventure 2 присутствуют шесть основных игровых персонажей:
- Ёж Соник (яп. ソニック・ザ・ヘッジホッグ Соникку дза Хэдзихоггу, англ. Sonic the Hedgehog) — главный персонаж команды героев. Заклятый враг доктора Эггмана.
- Майлз Прауэр (яп. マイルス・パウアー Майрусу Пауа:, англ. Miles Prower), более известный как Тейлз (яп. テイルス Тэйрусу, англ. Tails) — друг Соника, вундеркинд в механике и авиастроении. Управляет самолётом «Торнадо», который можно превратить в автомобиль.
- Ехидна Наклз (яп. ナックルズ・ザ・エキドゥナ Наккурудзу дза Экидуна, англ. Knuckles the Echidna) — хранитель таинственного камня — Мастера Изумруда. Происходит из древнего клана ехидн.
- Доктор Эггман (яп. ドクタアエッグマン Докута: Эггуман, англ. Doctor Eggman), настоящее имя Доктор Айво Роботник (яп. ロボトニック Роботоникку) — главный злодей игры, внук профессора Джеральда Роботника.
- Ёж Шэдоу (яп. シャドウ・ザ・ヘッジホッグ Сядо: дза Хэдзихоггу, англ. Shadow the Hedgehog) — высшая форма жизни, созданный в космической колонии АРК 50 лет назад. Мстит человечеству за смерть своей лучшей подруги Марии.
- Летучая мышь Руж (яп. ルージュ・ザ・バット Ру:дзю дза Батто, англ. Rouge the Bat) — охотница за сокровищами и правительственный агент организации «G.U.N». Помогает доктору Эггману в поисках Изумрудов Хаоса для восстановления пушки Затмения.

На протяжении всей игры команду героев сопровождает ежиха Эми Роуз (яп. エミー・ローズ Эми: Ро:дзу, англ. Amy Rose), помогавшая в освобождении Соника из тюрьмы. Основы игры разъясняет робот-чао Омочао (яп. オモチャオ Омотяо, англ. Omochao).
Во флешбеках появляются родственники доктора Эггмана: Мария Роботник (яп. マリア・ロボトニック Мариа Роботоникку, англ. Maria Robotnik) — кузина Эггмана и лучшая подруга ежа Шэдоу; и создатель высшей формы жизни, колонии АРК, автор многих научных работ профессор Джеральд Роботник (яп. ジェラルド・ロボトニック Дзэрарудо Роботоникку, англ. Gerald Robotnik). После нападения на колонию дед Эггмана попал в тюрьму и позже был казнён.
Переговоры о мире с доктором Эггманом ведёт глава государства мира Соника Президент (яп. 大統領 Дайторё, англ. President). Главным антагонистом финальной истории является Биолизард (яп. バイオリザード Байоридза: до, англ. Biolizard) — прототип высшей формы жизни, ранняя версия проекта «Тень», представляющая собой гигантскую ящерицу с системой жизнеобеспечения на спине.
В многопользовательском режиме также появляются персонажи из Sonic Adventure: предок Наклза ехидна Тикал (яп. ティカル Тикару, англ. Tikal the Echidna), мутированный чао Хаос (яп. カオス Каосу, англ. Chaos), Метал Соник (яп. メタルソニック Мэтару Соникку, англ. Metal Sonic), кот-рыбак Биг (яп. ビッグ ・ザ ・キャット Биггу дза Кятто, англ. Big the Cat); нейтральный, светлый и тёмный чао. Последние два персонажа также доступны в мини-игре Chao Adventure 2 для портативного устройства Visual Memory.

### История
Доктор Эггман обнаруживает в дневнике своего деда Джеральда Роботника информацию о существовании секретного оружия. Желая заполучить его, доктор проникает на базу организации «G.U.N». «Оружием» оказался ёж чёрного цвета по имени Шэдоу, который утверждает, что он является высшей формой жизни и предлагает Эггману захватить власть над миром, используя космическую колонию АРК. Чёрный ёж крадёт один из Изумрудов Хаоса, но обвиняют в краже Соника. Во время этих событий Шэдоу вспоминает о девушке по имени Мария, за смерть которой он собирается отомстить всему человечеству. Тем временем, по вине Шэдоу Соника арестовывают и отправляют в тюрьму.
Между тем, Наклз сталкивается c летучей мышью Руж и Эггманом, которые хотят украсть Мастер Изумруд и использовать его в своих целях. Ехидна разбивает Мастер Изумруд и приступает к поиску рассеянных осколков, чтобы затем восстановить реликвию. Хотя Руж также намерена собирать осколки для своих целей, она выполняет задание правительства — шпионит за Эггманом. Эта миссия заставляет её проникнуть в космическую колонию АРК, где Шэдоу и Эггман собираются зарядить пушку «Затмение» (англ. Eclipse Cannon) для захвата власти над миром. Чтобы достичь цели, чёрный ёж и доктор оказывают помощь летучей мыши в поиске Изумрудов Хаоса.
Тейлз и Эми Роуз проникают на Тюремный остров (англ. Prison Island) и спасают Соника, Эггман, Шэдоу и Руж собирают три Изумруда Хаоса, а на остров, на котором находился синий ёж, устанавливают бомбу для уничтожения. Эггман затем передаёт всему миру обращение, в котором демонстрирует силу энергетической пушки, уничтожив половину Луны. Соник и компания улетают в космос на космическом шаттле, но во время полёта Наклз теряет осколки Мастера Изумруда и покидает группу, чтобы вновь собрать их, но по пути встречает Руж. Во время боя ехидна спасает жизнь летучей мыши; в качестве вознаграждения она отдаёт свои собранные осколки Мастера Изумруда.
На борту колонии АРК Тейлз показывает фальшивый Изумруд Хаоса, который был создан для ликвидации последствий использования реальных Изумрудов и уничтожения пушки Затмения. Соник собирается установить поддельный Изумруд в пушку, когда Эггман объявляет, что он захватил лисёнка и Эми. Соник пытается дать Эггману поддельный камень, но Эггман, перехитрив Тейлза, узнаёт, что Изумруд не настоящий и через секунду синий ёж попадает в ловушку, затем летит в космос. Используя поддельный Изумруд, Соник выполняет приём «Хаос Контроль», однако его вторая попытка установить в пушку Затмения поддельный Изумруд Хаоса прерывается схваткой с Шэдоу, в которой синий ёж терпит поражение.
В это время Эггман собирает все семь Изумрудов Хаоса и пытается использовать пушку «Затмение» на полную мощность. Тем временем, активизируется и появляется послание Джеральда Роботника. Дед Эггмана заявляет, что планирует осуществить месть человечеству за смерть Марии и коллег с колонии — АРК столкнётся с Землей и уничтожит всю планету. Главные герои и главный антагонист игры Эггман работают вместе, чтобы нейтрализовать Изумруды Хаоса и Мастер Изумруд и предотвратить столкновение. Шэдоу изначально не участвует, но Эми напоминает ему слова Марии, в которых говорилось о необходимости служить для общества. Он догоняет Соника и Наклза после того, как те добрались до центра колонии.
После отключения различных функций безопасности Соник и Наклз сталкиваются с прототипом высшей формы жизни и «братом» Шэдоу Биоящером (англ. Biolizard). Шэдоу побеждает существо, но оно использует Хаос Контроль и сливается с пушкой «Затмение», став Финалящером (англ. Finalhazard). Он продолжает приближать колонию к Земле. Используя силу Изумрудов Хаоса, Соник и Шэдоу превращаются в супер формы и побеждают прототипа. Затем Соник и Шэдоу используют Хаос Контроль для телепортирования колонии на безопасную орбиту. Этот процесс, однако, истощает энергию Шэдоу. Выполнив обещание Марии — служить людям, чёрный ёж «погибает». Человечество празднует, команда торжественно выражает благодарность чёрному ежу.

## Разработка игры
В 1999 году, после выхода Sonic Adventure, бо́льшая часть разработчиков во главе с Такаси Иидзукой и Юдзи Накой основали филиал Sonic Team в городе Сан-Франциско. В сентябре того же года началось создание сиквела. Разработка Sonic Adventure 2 шла полтора года. Процессом разработки руководил Такаси Иидзука, а продюсировал проект один из создателей серии Юдзи Нака. Сценарий был написан Сиро Маэкавой, который принимал участие в создании Panzer Dragoon Saga. Ведущим программистом стал Тэцу Катано, в роли арт-директора и дизайнера персонажей выступили Кадзуюки Хосино и Юдзи Уэкава соответственно, а звукорежиссёром стал композитор из лейбла Wave Master Дзюн Сэноуэ. Всего команда разработчиков насчитывала 20 человек.
При создании игры разработчики вдохновлялись американской культурой и объектами, находящимися на территории США. За основу большинства уровней были взяты реально существующие города и парки. Руководитель игры Такаси Иидзука в интервью сайту IGN сообщал, что команда хотела добавить в свой проект американскую специфику. Работы английского физика Джона Десмонда Бернала, занимавшегося созданием орбитальной станции-сферы, послужили вдохновением при разработке колонии АРК. Облик персонажей, появлявшихся в предыдущей игре, таких как Тейлз, Наклз, Эми, Эггман, Биг и чао, был оставлен практически без изменений. У виртуальных существ чао появилась возможность эволюционировать и расти, чтобы они были похожи на реальных животных. Специально для данной игры компания Sega подписала контракт с фирмой Soap, целью которого служило создание нового дизайна ботинок для Соника. Кроме этого, специально для игры были созданы два новых героя: летучая мышь Руж и ёж Шэдоу. Оба персонажа являются союзниками Эггмана и соперниками команды Соника. Создавая Шэдоу, художники первоначально изобразили его с тёмно-синей шерстью, шрамом на глазу, красным шарфом, визором, и, что не специфично для персонажей франшизы, с визуально выделенными мускулами. Он также имел иной дизайн перчаток и обуви. В конечном счёте внешний вид персонажа был кардинально изменён: в финальном варианте он предстал чёрным ежом, без выделенной мускулатуры, визора и шрамов.
Важной целью команды было создание игры с высокой кадровой частотой, примерно до 60 кадров в секунду. По словам руководителя Такаси Иидзуки, высокая кадровая частота была нужна для того, чтобы показать основное преимущество серии и игры в целом — высокую скорость. Создатель серии Юдзи Нака заявлял, что благодаря опыту работы с Dreamcast разработчики смогут использовать всю мощь консоли, чтобы показать лучший результат. Благодаря этому был создан многопользовательский режим, в котором экран был разделён на две части.
Sonic Adventure 2 была впервые анонсирована в 2000 году, и продемонстрирована на выставке E3. С ноября этого же года в каждой копии онлайн-игры Phantasy Star Online была демонстрационная версия Sonic Adventure 2, которая включала в себя только один уровень «City Escape». В начале нового 2001 года стали известны даты релиза игры: 19 июня в Северной Америке, 23 июня в Европе и Японии. Как и в Sonic Adventure, для продолжения был выпущен ряд загружаемого контента (DLC). Данные дополнения загружались через интернет-сервисы Dreamarena и SegaNet. Специально для игры стали доступны новые карты для гонок, темы для меню и костюмы для персонажей. Помимо DLC, для продвижения игры компания JoyRide Studios выпускала фигурки и плюшевые игрушки персонажей из платформера. Позднее все игрушки были перевыпущены в 2004 году как часть коллекции «Sonic X».

## Версии и выпуски
| Системные требования    | Системные требования                                              | Системные требования                                              |
| ----------------------- | ----------------------------------------------------------------- | ----------------------------------------------------------------- |
|                         | Минимальные                                                       | Рекомендуемые                                                     |
| Windows                 |                                                                   |                                                                   |
| ОС                      | Windows XP/Vista/7                                                | Windows 7                                                         |
| ЦПУ                     | Intel Pentium 4 (3.2 ГГц), Athlon 64 3000+, аналогичный или лучше | Intel Core Duo 2.4 ГГц, Athlon 64 X2 4200+, аналогичный или лучше |
| Объём ОЗУ               | 1 ГБ                                                              | 2 ГБ                                                              |
| Место на диске          | 3 ГБ                                                              | 6 ГБ                                                              |
| Информационный носитель | цифровая дистрибуция (Steam)                                      | цифровая дистрибуция (Steam)                                      |
| Видеокарта              | NVIDIA GeForce 8600 или ATI Radeon HD 3650                        | NVIDIA GeForce GTS250 или ATI Radeon HD 4850                      |
| Звуковая плата          | аудиокарта, совместимая с DirectX                                 | аудиокарта, совместимая с DirectX                                 |

Оригинальная версия игры для Dreamcast была выпущена в июне 2001 года под названием Sonic Adventure 2. В Японии продавалось особое издание Sonic Adventure 2: Birthday Pack, которое распространялось только 23 и 24 июня 2001 года. Данная версия включала в себя игру, диск золотистого цвета с музыкой из предыдущих частей серии, медаль, а также книгу с историей Соника. Помимо специального издания, только в Японии и Европе небольшим тиражом продавался бандл, в составе которого были Sonic Adventure 2 и консоль Dreamcast, покрашенная в синий цвет и подписанная главой Sonic Team Юдзи Накой.
В конце 2001 года — начале 2002 года была выпущена версия игры для приставки GameCube под названием Sonic Adventure 2 Battle, ставшая первой игрой серии Sonic the Hedgehog, изданной на консоли от Nintendo. Бо́льшая часть изменений коснулась чао-сада и графики игры. Появилась новая версия мультиплеера и изначально были доступны персонажи, не появлявшиеся в сюжете игры (например, чао Хаос и ехидна Тикал из Sonic Adventure). В данной версии игроки могли перемещать чао из Sonic Adventure 2: Battle в Sonic Advance, Sonic Advance 2 и Sonic Pinball Party для Game Boy Advance, что осуществлялось с помощью специального кабеля GCN-GBA. В чао-садах также был представлен уровень для каратэ-боёв и чёрный рынок (англ. Black Market). Кот Биг, который в версии для Dreamcast появился в качестве камео на уровнях и в мультиплеере как игровой персонаж, был вырезан и заменён на чао.
Осенью 2012 года платформер был переиздан для консолей Xbox 360, PlayStation 3 и Windows и стал доступен в сервисах цифровой дистрибуции Xbox Live Arcade, PlayStation Network и в Steam соответственно. От двух предыдущих выпусков данная версия отличается наличием онлайн-таблицы рекордов и возможностью загрузить контент с персонажами, уровнями и режимами из Sonic Adventure 2 Battle. Первая информация о данной версии игры появилась в июне 2012 года, когда на сайте Xbox.com появилась информация, что Sonic Adventure 2 будет выпущена на Xbox 360 посредством сервиса Xbox Live Arcade 3 октября 2012 года. На одном из 10 выложенных скриншотов был изображён интерфейс PlayStation 3, что послужило предположением тому, что игра также будет выпущена в PlayStation Network. Однако через некоторое время вся информация о Sonic Adventure 2 была удалена с сайта. Официальный анонс переиздания игры в Xbox Live Arcade и PlayStation Network состоялся 14 июля 2012 года на мероприятии Sonic Boom в Сан-Диего. Через несколько месяцев было также объявлено о выходе данной версии на Windows, но до официального подтверждения компании Sega информация об этом была опубликована на сайте рейтинговой системы Entertainment Software Rating Board.
Летом 2018 года, благодаря уязвимости в защите Steam Web API, стало известно, что точное количество пользователей сервиса Steam, которые играли в игру хотя бы один раз, составляет 416 375 человек.

## Музыка
Бо́льшую часть музыкального сопровождения к игре написал композитор Дзюн Сэноуэ; кроме того, в создании саундтрека принимали участие Кэнъити Токои, Фумиэ Куматани и Томоя Отани. Создание саундтрека началось в апреле 2000 года и было завершено в феврале 2001 года. Чтобы пригласить нужных вокалистов и записать вместе с ними музыку, работа велась в нескольких городах: Лос-Анджелесе, Токио, Нью-Йорке и Сан-Франциско. При создании треков команда старалась сохранить в песнях дух скорости и лучше передать ту или иную сцену с персонажами. По словам Сэноуэ, последние три месяца производственного процесса были ужасными, так как отслеживать работу в других городах было очень трудно. Кроме того, ведущий композитор заявил, что важной частью его работы было сотрудничество с известными вокалистами, так как они дают уверенность в успехе проекта. В поздних интервью Сэноуэ не раз называл работу над Sonic Adventure 2 самой любимой.
В игре задействованы предыдущие темы Соника, Тейлза, Наклза и Эми из Sonic Adventure, однако они подверглись незначительным изменениям. В песнях «It Doesn’t Matter», «Unknown from M.E.» и «Believe in Myself» звучит новая аранжировка, причём в последних двух был также заменён вокальный состав. Музыкальная тема летучей мыши Руж «Fly in the Freedom» была написана Фумиэ Куматани, в качестве вокалистов выступили Табита Фэйр и Тодд Купер. Куматани, Эверетт Брэдли и Синобу Синдо принимали участие в написании музыкальной темы для ежа Шэдоу «Throw It All Away». Сэноуэ и Пол Шортино сочинили слова и музыку для песни «E.G.G.M.A.N.», посвящённой доктору Эггману. Дзюн Сэноуэ и Джонни Джиоэли, состоящие в музыкальной группе Crush 40, являются авторами главной темы Sonic Adventure 2 «Live & Learn». Сэноуэ назвал данную песню своей самой любимой. Для некоторых уровней игры в качестве музыкального сопровождения также были использованы вокальные композиции. Так, песни уровней для Наклза исполнил рэпер Hunnid-P, а на этапах для Руж — Табита Фэйр. Вокалистом музыкальных тем некоторых боссов выступил Эверетт Брэдли. Текст песни «Escape from the City» был написан Тедом Поли, а исполнителями в ней выступили сам Поли и Тони Харнелл. Сэноуэ назвал данную композицию совершенно «новой и свежей», а также отметил, что она «передаёт большой заряд энергии на первом этапе игры».
Все вокальные темы персонажей, а также песня «Escape From The City» были включены в альбом Cuts Unleashed SA2 Vocal Collection (яп. ソニックアドベンチャー2 カッツ・アンリッシュド ヴォーカル・コレクション Соникку Адобэнтя: 2 Катцу Анриссюдо Во:кару Корэкусён), который был выпущен 21 августа 2001 года лейблом Marvelous Entertainment. Официальный альбом вышел 5 сентября 2001 года под названием Multi-Dimensional Sonic Adventure 2 Original Sound Track и был издан на двух дисках. В данном саундтреке содержалась полная версия оригинальной музыки из Sonic Adventure 2. Урезанный саундтрек Sonic Adventure 2 Official Soundtrack содержал только музыкальные темы персонажей и песни из уровней. Выход альбома состоялся 5 февраля 2002 года. Филиалом Sega в Северной Америке издавался саундтрек Sonic Adventure 2: Battle — Sampler, распространявшийся для лиц, сделавших предварительный заказ игры. В 2011 году был издан альбом Sonic Adventure 2 Original Soundtrack 20th Anniversary Edition, выпущенный в честь 20-летия выхода первой игры серии. В 2014 году состоялся выход двухдискового альбома Passion & Pride: Anthems with Attitude from the Sonic Adventure Era, включающего в себя композиции из Sonic Adventure и Sonic Adventure 2. Помимо основных саундтреков, музыка из Sonic Adventure 2 присутствовала в альбомах Sonic the Hedgehog 10th Anniversary (2001), True Colors: The Best of Sonic the Hedgehog Part 2 (2009), History of the 1st Stage Original Soundtrack White Edition (2011), History of Sonic Music 20th Anniversary Edition (2011), Sonic the Hedgehog 25th Anniversary Selection (2016), а также в некоторых альбомах группы Crush 40.
| №                   | Название                                           | Текст песни                                | Музыка              | Исполнитель               | Длительность |
| ------------------- | -------------------------------------------------- | ------------------------------------------ | ------------------- | ------------------------- | ------------ |
| 1.                  | «It Doesn’t Matter» (Тема Соника)                  | Дзюн Сэноуэ                                | Дзюн Сэноуэ         | Тони Харнелл              | 2:44         |
| 2.                  | «Escape from the City» (Тема уровня «City Escape») | Тед Поли                                   | Дзюн Сэноуэ         | Тед Поли и Тони Харнелл   | 2:21         |
| 3.                  | «Believe in Myself» (Тема Тейлза)                  | Дзюн Сэноуэ                                | Дзюн Сэноуэ         | Каз Сильвер               | 3:57         |
| 4.                  | «Unknown from M.E.» (Тема Наклза)                  | Кэнъити Токои, Такахиро Фукуда, Така Умэно | Кэнъити Токои       | Марлон Сандерс и Hunnid-P | 4:50         |
| 5.                  | «Fly in the Freedom» (Тема Руж)                    | Фумиэ Куматани                             | Фумиэ Куматани      | Табита Фэйр и Тодд Купер  | 4:55         |
| 6.                  | «Throw It All Away» (Тема Шэдоу)                   | Фумиэ Куматани, Синобу Синдо               | Фумиэ Куматани      | Эверетт Брэдли            | 5:00         |
| 7.                  | «E.G.G.M.A.N.» (Тема Эггмана)                      | Пол Шортино                                | Дзюн Сэноуэ         | Пол Шортино               | 3:22         |
| 8.                  | «Live & Learn» (Тема игры Sonic Adventure 2)       | Джонни Джиоэли                             | Дзюн Сэноуэ         | Crush 40                  | 4:32         |
| 92.                 | «It Doesn’t Matter» (Instrumental)                 |                                            | Дзюн Сэноуэ         |                           | 2:43         |
| 93.                 | «Escape from the City» (Instrumental)              |                                            | Дзюн Сэноуэ         |                           | 2:20         |
| 94.                 | «Believe in Myself» (Instrumental)                 |                                            | Дзюн Сэноуэ         |                           | 3:56         |
| 95.                 | «Unknown from M.E.» (Instrumental)                 |                                            | Кэнъити Токои       |                           | 4:49         |
| 96.                 | «Fly in the Freedom» (Instrumental)                |                                            | Фумиэ Куматани      |                           | 5:08         |
| 97.                 | «Throw It All Away» (Instrumental)                 |                                            | Фумиэ Куматани      |                           | 5:00         |
| 98.                 | «E.G.G.M.A.N.» (Instrumental)                      |                                            | Дзюн Сэноуэ         |                           | 3:23         |
| 99.                 | «Live & Learn» (Instrumental)                      |                                            | Дзюн Сэноуэ         |                           | 4:29         |
| Общая длительность: | Общая длительность:                                | Общая длительность:                        | Общая длительность: | Общая длительность:       | 30:41        |

| №                   | Название                                                               | Музыка                                     | Исполнитель            | Длительность |
| ------------------- | ---------------------------------------------------------------------- | ------------------------------------------ | ---------------------- | ------------ |
| 1.                  | «SA2 …Main Riff for „Sonic Adventure 2»                                | Дзюн Сэноуэ                                |                        | 0:22         |
| 2.                  | «Event: Let’s Make It!»                                                | Дзюн Сэноуэ                                |                        | 0:46         |
| 3.                  | «Escape from the City …for City Escape»                                | Дзюн Сэноуэ                                | Тед Поли, Тони Харнелл | 2:18         |
| 4.                  | «The Mad Convoy Race …for City Escape»                                 | Дзюн Сэноуэ                                |                        | 0:48         |
| 5.                  | «That’s the Way I Like It …for Metal Harbor»                           | Дзюн Сэноуэ                                |                        | 2:44         |
| 6.                  | «Can’t Stop, So What!? …for Metal Harbor»                              | Дзюн Сэноуэ                                |                        | 0:54         |
| 7.                  | «Won’t Stop, Just Go! …for Green Forest»                               | Дзюн Сэноуэ                                |                        | 2:28         |
| 8.                  | «Keys the Ruin …for Pyramid Cave»                                      | Дзюн Сэноуэ                                |                        | 3:27         |
| 9.                  | «Unstable World …for Crazy Gadget»                                     | Дзюн Сэноуэ                                |                        | 2:51         |
| 10.                 | «Highway in the Sky …for Final Rush»                                   | Дзюн Сэноуэ                                |                        | 2:59         |
| 11.                 | «Boss: -GUN- Mobile»                                                   | Дзюн Сэноуэ                                |                        | 1:55         |
| 12.                 | «Advertise: SA2 …in the Groove»                                        | Дзюн Сэноуэ                                |                        | 2:08         |
| 13.                 | «Event: Strategy»                                                      | Томоя Отани                                |                        | 1:28         |
| 14.                 | «This Way Out …for Prison Lane»                                        | Дзюн Сэноуэ                                |                        | 3:11         |
| 15.                 | «Rumbling Highway …for Mission Street»                                 | Дзюн Сэноуэ                                |                        | 2:46         |
| 16.                 | «Chasing Drive …for Kart»                                              | Дзюн Сэноуэ                                |                        | 2:43         |
| 17.                 | «Down in the Base …for Hidden Base»                                    | Дзюн Сэноуэ                                |                        | 3:35         |
| 18.                 | «On the Edge …for Eternal Engine»                                      | Дзюн Сэноуэ                                |                        | 2:52         |
| 19.                 | «Advertise: SA2 ver. B»                                                | Дзюн Сэноуэ                                |                        | 0:27         |
| 20.                 | «Kick the Rock! …for Wild Canyon»                                      | Томоя Отани                                | Hunnid-P               | 3:15         |
| 21.                 | «A Ghost’s Pumpkin Soup …for Pumpkin Hill»                             | Томоя Отани                                | Hunnid-P               | 3:24         |
| 22.                 | «Dive into the Mellow …for Aquatic Mine»                               | Томоя Отани                                | Hunnid-P               | 3:37         |
| 23.                 | «Deeper …for Death Chamber»                                            | Томоя Отани                                | Hunnid-P               | 4:07         |
| 24.                 | «Space Trip Steps …for Meteor Herd»                                    | Томоя Отани                                | Hunnid-P               | 3:31         |
| 25.                 | «Boss: Masters of the Desert»                                          | Дзюн Сэноуэ                                |                        | 2:05         |
| 26.                 | «Event: Reunion»                                                       | Кэнъити Токои                              |                        | 0:42         |
| 27.                 | «Advertise: Prof. Omochao»                                             | Дзюн Сэноуэ                                |                        | 1:29         |
| 28.                 | «Chao Race Extended Mix» (Chao’s Doki Doki Banana Chips Run Mix)       | Томоя Отани, Кэнъити Токои, Фумиэ Куматани |                        | 6:44         |
| 29.                 | «Chao Garden Extended Mix» (Chao’s Wack Wack Up & Down the Ground Mix) | Томоя Отани, Кэнъити Токои, Фумиэ Куматани |                        | 8:09         |
| Общая длительность: | Общая длительность:                                                    | Общая длительность:                        | Общая длительность:    | 1:17:45      |

| №                   | Название                                          | Музыка              | Исполнитель         | Длительность |
| ------------------- | ------------------------------------------------- | ------------------- | ------------------- | ------------ |
| 1.                  | «Vengeance is Mine …for Radical Highway»          | Дзюн Сэноуэ         |                     | 2:32         |
| 2.                  | «Rhythm and Balance …for White Jungle»            | Фумиэ Куматани      | Эверетт Брэдли      | 2:28         |
| 3.                  | «Mr. Unsmiley …for Sky Rail»                      | Дзюн Сэноуэ         |                     | 1:50         |
| 4.                  | «The Supernatural …for Final Chase»               | Фумиэ Куматани      | Эверетт Брэдли      | 2:49         |
| 5.                  | «For True Story …for Sonic vs. Shadow»            | Фумиэ Куматани      | Эверетт Брэдли      | 2:31         |
| 6.                  | «Event: Conquest»                                 | Кэнъити Токои       |                     | 1:33         |
| 7.                  | «Hey You! It’s Time to Speed Up Again!!!»         | Дзюн Сэноуэ         |                     | 0:27         |
| 8.                  | «Still Invincible …No Fear!»                      | Дзюн Сэноуэ         |                     | 0:56         |
| 9.                  | «Advertise: Rhythmic Passage»                     | Дзюн Сэноуэ         |                     | 1:07         |
| 10.                 | «Boss: Suitable Opponent»                         | Дзюн Сэноуэ         |                     | 1:59         |
| 11.                 | «Remember Me? — M.F.M. …for Iron Gate»            | Дзюн Сэноуэ         |                     | 2:20         |
| 12.                 | «Way to the Base …for Sand Ocean»                 | Дзюн Сэноуэ         |                     | 2:52         |
| 13.                 | «Trespasser …for Lost Colony»                     | Дзюн Сэноуэ         |                     | 2:25         |
| 14.                 | «Crush’em All …for Weapons Bed»                   | Дзюн Сэноуэ         |                     | 1:50         |
| 15.                 | «Soarin’ Over the Space …for Cosmic Wall»         | Дзюн Сэноуэ         |                     | 3:04         |
| 16.                 | «Event: 3 Black Noises»                           | Кэнъити Токои       |                     | 5:20         |
| 17.                 | «Advertise: SA2 ver. C»                           | Дзюн Сэноуэ         |                     | 0:27         |
| 18.                 | «Event: Sonic vs. Shadow»                         | Фумиэ Куматани      |                     | 1:19         |
| 19.                 | «Bright Sound …for Dry Lagoon»                    | Фумиэ Куматани      | Табита Фэйр         | 3:35         |
| 20.                 | «Lovely Gate 3 …for Egg Quarters»                 | Кэнъити Токои       | Табита Фэйр         | 3:18         |
| 21.                 | «I’m a Spy …for Security Hall»                    | Фумиэ Куматани      | Табита Фэйр         | 3:37         |
| 22.                 | «34° N, 12° E …for Mad Space»                     | Фумиэ Куматани      | Табита Фэйр         | 3:33         |
| 23.                 | «Event: The Base»                                 | Томоя Отани         |                     | 1:53         |
| 24.                 | «Boss: Shut Up Faker!»                            | Дзюн Сэноуэ         |                     | 1:42         |
| 25.                 | «Scramble for the Core …for Cannon’s Core ver. 1» | Дзюн Сэноуэ         |                     | 2:03         |
| 26.                 | «Cooperation …for Cannon’s Core ver. 2»           | Дзюн Сэноуэ         |                     | 1:59         |
| 27.                 | «Deep Inside of …for Cannon’s Core ver. 3»        | Дзюн Сэноуэ         |                     | 3:18         |
| 28.                 | «Supporting Me …for Biolizard»                    | Фумиэ Куматани      | Эверетт Брэдли      | 3:29         |
| 29.                 | «Event: Madness»                                  | Кэнъити Токои       |                     | 1:48         |
| 30.                 | «Event: The Last Scene»                           | Фумиэ Куматани      |                     | 3:36         |
| 31.                 | «Live & Learn …Main Theme of „Sonic Adventure 2“» | Дзюн Сэноуэ         | Джонни Джиоэли      | 4:27         |
| Общая длительность: | Общая длительность:                               | Общая длительность: | Общая длительность: | 1:16:01      |

| №   | Название                                                           | Текст песни                  | Музыка                                     | Исполнитель              | Длительность |
| --- | ------------------------------------------------------------------ | ---------------------------- | ------------------------------------------ | ------------------------ | ------------ |
| 1.  | «It Doesn’t Matter …Theme of Sonic»                                | Дзюн Сэноуэ                  | Дзюн Сэноуэ                                | Тони Харнелл             | 2:44         |
| 2.  | «Event: Let’s Make It!»                                            |                              | Дзюн Сэноуэ                                |                          | 0:46         |
| 3.  | «Escape from the City …City Escape»                                | Тед Поли                     | Дзюн Сэноуэ                                | Тони Харнелл, Тед Поли   | 2:22         |
| 4.  | «Vengence Is Mine …Radical Highway»                                |                              | Дзюн Сэноуэ                                |                          | 1:54         |
| 5.  | «Lovely Gate 3 …Egg Quarters»                                      |                              | Кэнъити Токои                              | Табита Фэйр              | 2:33         |
| 6.  | «Unknown from M.E. …Theme of Knuckles»                             | Кэнъити Токои                | Кэнъити Токои                              | Марлон Сандерс, Hunnid-P | 4:51         |
| 7.  | «This Way Out …Prison Lane»                                        |                              | Дзюн Сэноуэ                                |                          | 1:43         |
| 8.  | «I’m a Spy… …Security Hall»                                        |                              | Фумиэ Куматани                             | Табита Фэйр              | 3:03         |
| 9.  | «That’s the Way I Like It …Metal Harbor»                           |                              | Дзюн Сэноуэ                                |                          | 2:26         |
| 10. | «Rhythm and Balance …White Jungle»                                 | Синобу Синдо                 | Фумиэ Куматани                             | Эверетт Брэдли           | 2:28         |
| 11. | «Won’t Stop, Just Go! …Green Forest»                               |                              | Дзюн Сэноуэ                                |                          | 2:29         |
| 12. | «E.G.G.M.A.N. …Theme of Eggman»                                    | Пол Шортино                  | Дзюн Сэноуэ                                | Пол Шортино              | 3:22         |
| 13. | «Dive into the Mellow …Aquatic Mines»                              |                              | Томоя Отани                                | Hunnid-P                 | 1:50         |
| 14. | «Rumbling HWY …Mission Street»                                     |                              | Дзюн Сэноуэ                                |                          | 2:46         |
| 15. | «Fly in the Freedom …Theme of Rouge»                               | Фумиэ Куматани, Синобу Синдо | Фумиэ Куматани                             | Табита Фэйр, Тодд Купер  | 4:55         |
| 16. | «Advertise: SA2 …In the Groove»                                    |                              | Дзюн Сэноуэ                                |                          | 1:20         |
| 17. | «Space Trip Steps …Meteor Herd»                                    |                              | Томоя Отани                                | Hunnid-P                 | 1:46         |
| 18. | «Soarin’ Over the Space …Cosmic Wall»                              |                              | Дзюн Сэноуэ                                |                          | 2:31         |
| 19. | «Believe in Myself …Theme of Tails»                                | Дзюн Сэноуэ                  | Дзюн Сэноуэ                                | Каз Сильвер              | 3:57         |
| 20. | «Highway in the Sky …Final Rush»                                   |                              | Дзюн Сэноуэ                                |                          | 3:00         |
| 21. | «Throw It All Away …Theme of Shadow»                               | Фумиэ Куматани, Синобу Синдо | Фумиэ Куматани                             | Эверетт Брэдли           | 5:00         |
| 22. | «Deep Inside of… …Cannon’s Core #3»                                |                              | Дзюн Сэноуэ                                |                          | 2:42         |
| 23. | «Supporting Me …Biolizard»                                         | Фумиэ Куматани, Синобу Синдо | Фумиэ Куматани                             | Эверетт Брэдли           | 3:30         |
| 24. | «Event: The Last Scene»                                            |                              | Фумиэ Куматани                             |                          | 3:03         |
| 25. | «Live & Learn …Main Theme of SA2»                                  | Джонни Джиоэли               | Дзюн Сэноуэ                                | Джонни Джиоэли           | 4:32         |
| 26. | «Chao Race Extended Remix» (Chao’s Doki-Doki Banana Chips Run Mix) |                              | Кэнъити Токои, Фумиэ Куматани, Томоя Отани |                          | 6:42         |

| №                   | Название                                           | Текст песни                  | Музыка              | Исполнитель             | Длительность |
| ------------------- | -------------------------------------------------- | ---------------------------- | ------------------- | ----------------------- | ------------ |
| 1.                  | «Escape from the City» (Тема уровня «City Escape») | Тед Поли                     | Дзюн Сэноуэ         | Тед Поли и Тони Харнелл | 2:21         |
| 2.                  | «It Doesn’t Matter» (Тема Соника)                  | Дзюн Сэноуэ                  | Дзюн Сэноуэ         | Тони Харнелл            | 2:44         |
| 3.                  | «Throw It All Away» (Тема Шэдоу)                   | Фумиэ Куматани, Синобу Синдо | Фумиэ Куматани      | Эверетт Брэдли          | 5:00         |
| 4.                  | «Believe in Myself» (Тема Тейлза)                  | Дзюн Сэноуэ                  | Дзюн Сэноуэ         | Каз Сильвер             | 3:57         |
| 5.                  | «E.G.G.M.A.N.» (Тема Эггмана)                      | Пол Шортино                  | Дзюн Сэноуэ         | Пол Шортино             | 3:22         |
| 6.                  | «Live & Learn» (Тема игры Sonic Adventure 2)       | Джонни Джиоэли               | Дзюн Сэноуэ         | Crush 40                | 4:32         |
| Общая длительность: | Общая длительность:                                | Общая длительность:          | Общая длительность: | Общая длительность:     | 12:21        |

| №                   | Название                                                         | Длительность |
| ------------------- | ---------------------------------------------------------------- | ------------ |
| 1.                  | «Event: Let’s Make It!»                                          | 0:47         |
| 2.                  | «Escape from the City …for City Escape»                          | 2:19         |
| 3.                  | «The Mad Convoy Race …for City Escape»                           | 0:50         |
| 4.                  | «Boss: -GUN- Mobile»                                             | 1:55         |
| 5.                  | «Remember Me? -M.F.M. …for Iron Gate»                            | 1:38         |
| 6.                  | «Throw It All Away …Theme of „Shadow The Hedgehog“»              | 5:01         |
| 7.                  | «Vengeance Is Mine …for Radical Highway»                         | 1:59         |
| 8.                  | «Lovely Gate 3 …for Egg Quarters»                                | 1:41         |
| 9.                  | «I’m a Spy …for Security Hall»                                   | 2:20         |
| 10.                 | «This Way Out …for Prison Lane»                                  | 1:44         |
| 11.                 | «That’s the Way I Like It …for Metal Harbor»                     | 1:39         |
| 12.                 | «Won’t Stop, Just Go! …for Green Forest»                         | 2:28         |
| 13.                 | «Rhythm and Balance …for White Jungle»                           | 2:30         |
| 14.                 | «A Ghost’s Pumpkin Soup …for Pumpkin Hill»                       | 1:50         |
| 15.                 | «Dive into the Mellow …for Aquatic Mine»                         | 1:52         |
| 16.                 | «Mr. Unsmiley …for Sky Rail»                                     | 1:04         |
| 17.                 | «It Doesn’t Matter …Theme of „Sonic The Hedgehog“»               | 2:45         |
| 18.                 | «Keys the Ruin …for Pyramid Cave»                                | 1:52         |
| 19.                 | «Unstable World …for Crazy Gadget»                               | 1:58         |
| 20.                 | «Soarin’ Over the Space …for Cosmic Wall»                        | 1:29         |
| 21.                 | «Highway in the Sky …for Final Rush»                             | 1:39         |
| 22.                 | «The Supernatural …for Final Chase»                              | 2:25         |
| 23.                 | «Event: Sonic vs. Shadow»                                        | 1:16         |
| 24.                 | «For True Story …for Sonic vs. Shadow»                           | 2:32         |
| 25.                 | «Cannon’s Core» (Scramble For The Core… Deep Inside of…)         | 3:04         |
| 26.                 | «Event: Black Noises» (Conquest… Chaos Control… Reflection)      | 4:58         |
| 27.                 | «Supporting Me …for Biolizard»                                   | 3:31         |
| 28.                 | «Live & Learn …Main Theme of „Sonic Adventure 2“»                | 4:33         |
| 29.                 | «Event: The Last Scene»                                          | 3:42         |
| 30.                 | «Chao Race Extended Mix» (Chao’s Doki-Doki Banana Chips Run Mix) | 6:44         |
| Общая длительность: | Общая длительность:                                              | 74:05        |

## Озвучивание
Бо́льшая часть актёров, озвучивавших героев для Sonic Adventure, также приняла участие в производстве продолжения. Однако в актёрском составе произошли некоторые изменения: в английской версии Тейлза озвучивал Коннор Брингас, сменивший Кори Брингаса, а Наклза озвучивал Скотт Драйер, сменивший Майкла Макгэхэрна. Драйер озвучивал ехидну вплоть до игр Sonic Heroes и Sonic Advance 3. Ацуки Мурата, подаривший голос лисёнку Тейлзу в японской версии Sonic Adventure 2, позже был заменён на сэйю Рё Хирохаси при работе над аниме «Соник Икс» и последующими играми. В японской версии остальной актёрский состав озвучивания не менялся и после выхода Sonic Generations. Во всех версиях доступно озвучивание на английском и японском и субтитры на японском, английском языках.
| Персонаж                      | Японский актёр озвучивания                         | Английский актёр озвучивания                                   |
| ----------------------------- | -------------------------------------------------- | -------------------------------------------------------------- |
| Ёж Соник                      | Дзюнъити Канэмару                                  | Райан Драммонд                                                 |
| Ёж Шэдоу                      | Кодзи Юса                                          | Дэвид Хамфри                                                   |
| Майлз «Тейлз» Прауэр          | Ацуки Мурата                                       | Коннор Брингас                                                 |
| Ехидна Наклз                  | Нобутоси Канна                                     | Скотт Драйер                                                   |
| Эми Роуз                      | Таэко Кавата                                       | Дженифер Дуиллард                                              |
| Доктор Айво «Эггман» Роботник | Тикао Оцука                                        | Дим Бристоу                                                    |
| Летучая мышь Руж              | Руми Отиай                                         | Лани Минелла                                                   |
| Джеральд Роботник             | Тикао Оцука                                        | Марк Бьяджи                                                    |
| Мария Роботник                | Юри Сиратори                                       | Мория Энджелин                                                 |
| Президент                     | Кинрю Аримото                                      | Стив Броди                                                     |
| Омочао                        | Эцуко Кодзакура                                    | Лани Минелла                                                   |
| Ехидна Тикал                  | Каори Асо                                          | Элара Дистлер                                                  |
| Другие персонажи              | Томоко Сасаки Мами Хорикоси Кодзи Отиай Тору Окава | Сью Уэйкфильд Марк Бьяджи Скотт Драйер Лани Минелла Шелли Фокс |

## Оценки и мнения
| Сводный рейтинг       | Сводный рейтинг | Сводный рейтинг | Сводный рейтинг | Сводный рейтинг |
| Издание               | Оценка          | Оценка          | Оценка          | Оценка          |
| Издание               | Dreamcast       | GC              | PS3             | Xbox 360        |
| --------------------- | --------------- | --------------- | --------------- | --------------- |
| GameRankings          | 83,26 %         | 72,33 %         | 72 %            | 65,62 %         |
| Game Ratio            | 87 %            | 74 %            |                 |                 |
| Metacritic            | 89/100          | 73/100          | 65/100          | 60/100          |
| MobyRank              | 87/100          | 76/100          |                 |                 |
| Иноязычные издания    |                 |                 |                 |                 |
| Издание               | Оценка          | Оценка          | Оценка          | Оценка          |
| Издание               | Dreamcast       | GC              | PS3             | Xbox 360        |
| 1UP.com               |                 |                 | D+              | D+              |
| AllGame               | [ 11 ]          | [ 12 ]          |                 |                 |
| Edge                  | 7/10            |                 |                 |                 |
| EGM                   | 7,5/10          | 6,67/10         |                 |                 |
| Eurogamer             | 9/10            |                 | 7/10            | 7/10            |
| Famitsu               | 33/40           | 33/40           |                 |                 |
| G4                    | 4/5             |                 |                 |                 |
| Game Informer         | 7,5/10          | 7,5/10          |                 |                 |
| GamePro               | [ 119 ]         | [ 120 ]         |                 |                 |
| GameRevolution        | B               |                 |                 |                 |
| GameSpot              | 8,6/10          | 6,8/10          |                 |                 |
| IGN                   | 9,4/10          | 6,9/10          |                 |                 |
| Nintendo Power        |                 | 4,2/5           |                 |                 |
| Nintendo World Report |                 | 7,5/10          |                 |                 |
| OXM                   |                 |                 |                 | 5/10            |
| Русскоязычные издания |                 |                 |                 |                 |
| Издание               | Оценка          | Оценка          | Оценка          | Оценка          |
| Издание               | Dreamcast       | GC              | PS3             | Xbox 360        |
| «Страна игр»          | 8,3/10          | 8/10            |                 |                 |

Версия Sonic Adventure 2 для консоли Dreamcast получила положительные отзывы от прессы. По данным сайтов GameRankings и Metacritic, средняя оценка платформера составила соответственно 83,26 % и 89 баллов. Журналисты из положительных сторон игры выделяли игру за Соника и Шэдоу, наличие чао-сада и графику, но критиковали сюжет, работу актёров, ракурсы виртуальной камеры и некоторые элементы геймплея. Несмотря на высокие оценки от критиков, оригинальная версия для Dreamcast продавалась плохо, в первую очередь из-за прекращения выпуска консоли от Sega.
Восторженные отзывы получила визуальная составляющая игры. Редакция журнала «Страна игр» описала Sonic Adventure 2 следующим образом: «Красивый, технологически совершенный сиквел Sonic Adventure, который на деле практически ничем не отличается от оригинала». Иное мнение, чем у представителей российского издания, было у обозревателя из интернет-портала GameSpot Шахеда Ахмеда. По его словам, вторая часть Adventure выглядит ещё лучше оригинала, поскольку дизайнеры из Sonic Team смоделировали персонажей с больши́м количеством полигонов, улучшили текстуры, сделали стабильной частоту кадров, и устранили проблему с анимацией губ персонажей. Энтони Клау (IGN) сильно впечатлила «потрясающая» анимация Супер Соника во время сражения с последним боссом, и похвалил разработчиков за умение выжимать биты из памяти консоли с целью создать лучшие по качеству текстуры. Шаф Нихолльс (AllGame) назвал графику платформера превосходной, и, сравнивая с предшественником, обратил внимание на значительные улучшения: визуальная часть стала красочной, игровых персонажей стало больше и они разделены на две команды, а враги, с которым столкнётся игрок, стали опаснее. Представитель сайта Game Revolution похвалил художников и аниматоров за создание красивых и хорошо анимированных персонажей. Музыкальное сопровождение, как и графика, было также положительно оценено прессой. Клау похвалил композиции, но добавил, что ему бы хотелось вернуть старые песни из первых игр серии для приставки Mega Drive/Genesis. Николос назвал музыку «дикой», а вместе со звуковыми эффектами она создаёт драматический эффект. Майкл Коль из Nintendo World Report смешано оценил саундтрек, в котором темы Соника, Роботника и Тейлза помогают «сбалансировать масштаб» игры, но некоторые песни (например, рэп для Наклза) действует на нервы. Ахмед заявил, что музыка просто отличная, и выполнена лучше, чем в Sonic Adventure. Негативные отзывы звучали в сторону озвучивания персонажей на английском языке. Клау посоветовал игрокам сразу включить в настройках японское озвучивание, так как оно «успокаивает» после прослушивания реплик на английском. Похожий совет присутствовал в обзоре от представителя сайта Game Revolution. Для Ахмеда озвучивание героев в Sonic Adventure 2 показалось лучшим чем в первой части, и подметил, что голоса придают видеороликам эффект правдоподобности.
Неоднозначно был оценён геймплей и игровой дизайн. Sonic Adventure 2 показался Нихолльсу лучшей игрой в жанре платформер, выпущенной для Dreamcast. Нечто похожее присутствовало в рецензии у Ахмеда: «…Захватывающий платформер, чьи фишки заманят вас [игроков] вернуться и насладиться развлекательным и быстро развивающимся игровым процессом». Помимо этого, критик отметил, что сюжет, несмотря на начальную интригу, по мере прохождения становиться более скучным. Чтобы решить проблему с историей, Ахмед предлагал установить для персонажей (кроме Соника и Шэдоу) таймер, как это было сделано на одном из уровне с Руж. О проблемах с камерой упоминал в своём обзоре Клау. В качестве примера недочёта в системе камер критик привёл прохождение в самых тесных местах на уровнях (особенно при игре за Наклза и Руж), в которых постоянные повороты ракурса не дают игроку нормально пройти уровни. Кроме того, рецензенту не понравились боссы, в роли которых выступают персонажи из противоположной команды, хотя остальные, по его словам, выглядят оригинально. Однако в отзыве он отметил, что в продолжении были частично устранены вышеперечисленные недочёты предшественника, а игрок вряд ли заблудится, поскольку все уровни — линейны. Особая похвала шла в сторону мультиплеера и чао-сада. Нихолльс назвал наличие мира питомцев чао «расслабляющим способом провести время за игрой», а наличие многопользовательского режима — «отличным способом испытать игру». В последнем критик отметил один недостаток — разделение экрана на две части. По его мнению, такая технология будет отвлекать игроков, потому что она будет их дезориентировать. Ахмед в своём отзыве заявил, что второстепенные режимы (например, гонки на картах) куда интереснее основной игры, у которой нет «глубины» и проходится она за 12-15 часов.
Портированные версии, в отличие от оригинала на Dreamcast, были неоднозначно оценены прессой. Из положительных сторон поздних версий игры критики отмечали улучшенную графику и изменения в многопользовательском режиме, но снижали оценки из-за отсутствия значительных улучшений. Несмотря на противоречивые оценки, переиздания успешно продавались. На 2007 год было продано 1,73 миллиона экземпляров Sonic Adventure 2 Battle на GameCube, а переиздание 2012 года входило в двадцатку самых продаваемых игр на онлайн-сервисах Xbox Live и PlayStation Network, а в отдельные промежутки времени — появлялось в пятёрке загружаемых игр. Положительных оценок удостоилась версия игры для приставки от Nintendo. Представительница журнала «Страна игр» Склепик Назарова назвала выход переиздания «достойным дебютом Sonic Team на приставках Nintendo», и обратила внимание на минималистический подход к портированию, потому что графика была улучшена только в плане текстур, а способы прохождения уровней остались без изменений. Однако критик отметил, что от этого Sonic Adventure 2 Battle не стала «ни на грамм хуже». Иное мнение, чем у Назаровой, было у Шейна Саттерфилда (GameSpot) и Франа Мирабеллы (IGN): первый журналист заявил, что отсутствие улучшений делает игру удручающей, в то время как второй назвал выход Sonic Adventure 2 Battle бесславным дебютом. Оба рецензента выразили надежду, что в новом платформере разработчики учтут все недостатки портированной версии на GameCube. Переиздание 2012 года было в основном негативно оценено прессой. Рэй Барнхолт (1UP.com) в своём вступлении повторил слова, которые он говорил в обзоре на версию Sonic Adventure 2010 года: «Это вторично портированная игра, не имеющая дополнений или значительных улучшений». По его словам, переиздание имеет те же недостатки, что и оригинал; из-за этого приключение запоминается не очень хорошо. Представитель журнала Official Xbox Magazine Дейв Радден рекомендовал всем, кто хочет побольше узнать о Сонике, пропустить информацию о Sonic Adventure 2, потому что эта игра, особенно после выхода ремейка Sonic the Hedgehog CD и двух эпизодов Sonic the Hedgehog 4, смотрится не очень хорошо. Положительный отзыв оставил критик из немецкого филиала интернет-журнала Eurogamer Бьёрн Бальг. Рецензент выделил из плюсов графику и навевающую ностальгию по старым временам. Была также отмечена низкая цена портированной версии, чтобы новые игроки познакомились со старыми проектами франшизы. Главным недостатком был назван загружаемый контент, благодаря которому Sega хочет заработать больше денег.

### Награды и номинации
Благодаря высоким оценкам Sonic Adventure 2 получила множество наград. В обзорах сайтов GamePro и IGN игра получила награду «Выбор редакции». В 2009 году GamesRadar назвал её седьмой лучшей игрой для Dreamcast. Через три года в аналогичном топе Sonic Adventure 2 заняла 10 место. Сайт ScrewAttack поставил её на пятое место из десяти в списке «Лучшая игра на Dreamcast». Концовка Sonic Adventure 2 заняла 33 место в топе «50 лучших игровых концовок», составленном благодаря опросу, проведённому представителями Книги рекордов Гиннесса в 2012 году.
Версия для GameCube также получила множество наград от сайтов и журналов. В 2010 году Official Nintendo Magazine провёл опрос на тему лучших игр десятилетия. По итогам этого опроса Sonic Adventure 2 Battle заняла 13 место. В другом опросе сайта, проведённом в том же году на тему любимых игр серии Sonic the Hedgehog, Sonic Adventure 2: Battle заняла второе место.

### Влияние
Sonic Adventure 2 представила двух новых персонажей в серии: ежа Шэдоу и летучую мышь Руж. С тех пор они появлялись в последующих играх про Соника. Кроме того, растущая популярность Шэдоу заставила разработчиков «воскресить» его в Sonic Heroes и даже дать ему главную роль в одноимённой игре, где даются объяснения о происхождения антигероя. Sega несколько раз планировала выпустить Sonic Adventure 3, однако реализации проекта помешало давление фанатов и смена концепции новых игр про Соника. Несмотря на это, в честь 20-летия серии была выпущена игра под названием Sonic Generations, включавшая в себя элементы игрового процесса и уровней из прошлых частей серии. В данной игре появились новые версии уровней «City Escape» и «Radical Highway», а ёж Шэдоу и Биолизард появляются в качестве боссов.
Сюжет Sonic Adventure 2 был несколько раз адаптирован. В 2001 и 2003 годах был издан комикс Sonic the Hedgehog (№ 98 и № 124), где рассказывается история о докторе Эггмане и аресте Соника, который был принят за ежа Шэдоу во время беспорядков. Полностью сюжет игры был отображён во втором номере комикса Sonic Universe. Основой сюжетной линии 33-38 серий аниме «Соник Икс» послужил сюжет серии игр Sonic Adventure 2, с небольшими изменениями. В некоторых эпизодах роль в игре Эми Роуз в аниме заменяет Крис Торндайк, например, где Шэдоу благодаря мальчику вспоминает своё истинное обещание, которое обещал исполнять перед своей подругой Марией.
С 2001 года издательством Prima Games выпускались книги, где содержалось руководство и дополнительная информация по игре.